# Yarilo
Yarilo (ou Jarilo, Jaryla, Yarylo, Yarovit, Iarilo, Gerovit ) est, dans la mythologie slave, le dieu de la végétation, de la fertilité , du printemps, et de l'amour charnel.

## Étymologie
Jarilo viendrait de l'adjectif proto-slave “jarъ” , désignant une force archaïque du renouveau, que l'on peut traduire par "printemps", ou signifiant la "rage" et le "feu".

## Histoire
Yarilo était l'un des fils du dieu Péroun, né le dernier soir du mois de février, lors de la fête de Velja Noc, la célébration de la nouvelle année pour les Slaves. Mais, cette nuit-là, il fut emmené dans le monde des morts par Vélès, le dieu des enfers et du bétail. Les Slaves pensaient que le monde des morts, était un endroit  au-delà de la mer, toujours vert, couvert de plaines humides, où les oiseaux migraient avant l'hiver. Selon eux, c'est là que Yarilo a été élevé gardant les troupeaux de son beau-père. Lorsqu'il revint, il apporta la fertilité et le printemps au monde des vivants. Morana, la déesse de la nature et de l'hiver, qui était aussi sa sœur jumelle, fut la première à remarquer son retour, et il en tomba amoureux. Ils se marièrent lors du solstice d'été, et cette union assurait l'abondance et la fertilité sur la terre. Cependant après les moissons, Morana découvrit qu'il lui était infidèle, et Jarilo fut mis à mort par son père et ses frères lors d'un sacrifice rituel. Dans la tristesse de la perte de son mari, elle devint une vieille femme cruelle et dangereuse, la déesse du froid et de l'hiver. Cependant, le cycle de la mort et de la renaissance permet à Jarilo, de revivre cette scène chaque année. Il était ainsi responsable de sept mois dans l'année, où il surveillait les récoltes, en les protégeant des intempéries.
Il était aussi décrit comme un dieu guerrier, cherchant à protéger les faibles et ne se battant que s'il n'y avait plus d'autre options. Bien qu'il possède huit épées, dont sept représentent les mois qu'il gouverne, il n'utilise que la sienne pour se battre. Yarilo, est donc vu comme le parfait équilibre entre la férocité et la guerre, et la fertilité et la tendresse.

## Représentations

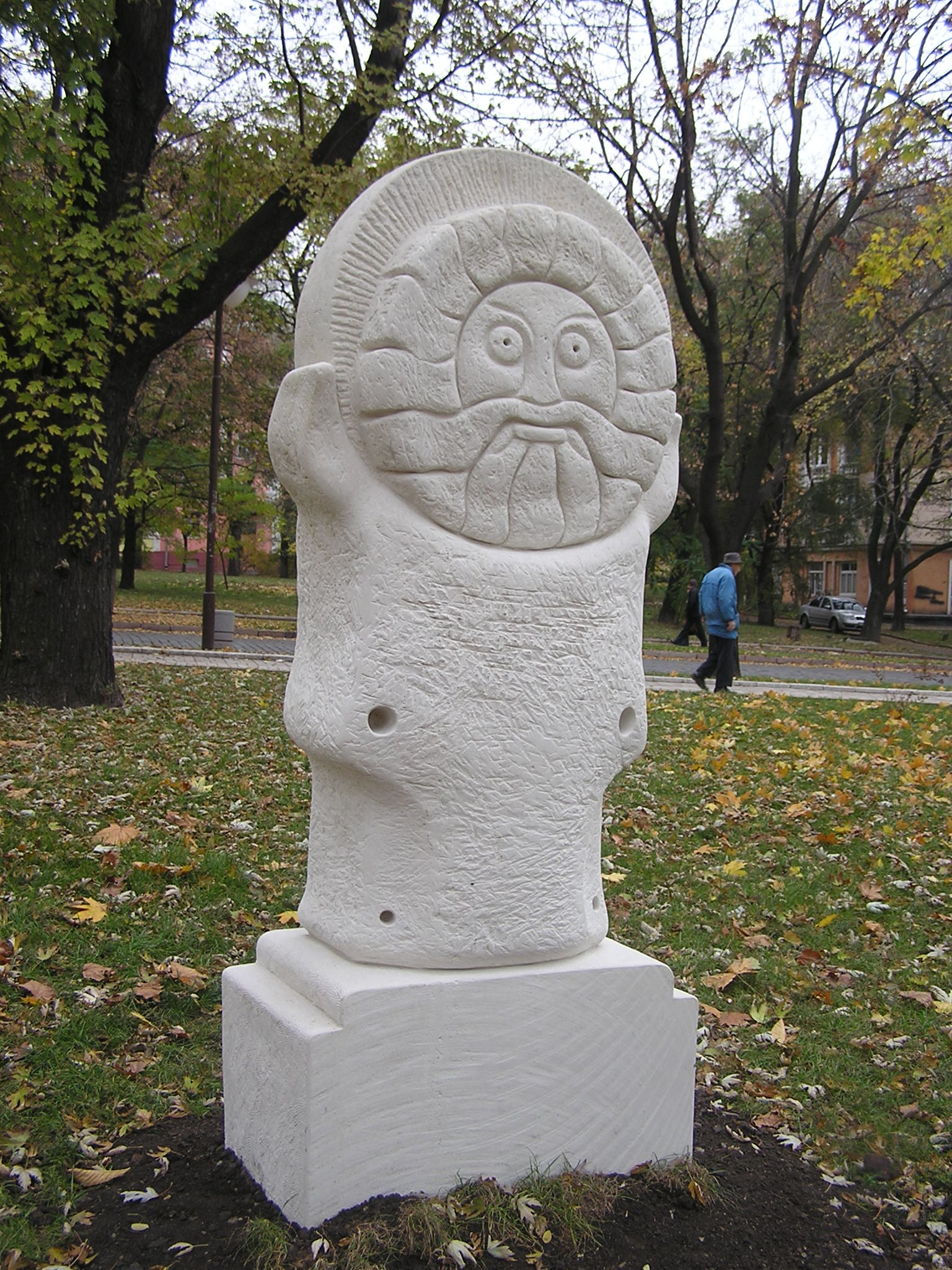
Statue de Jarilo

Jarilo est souvent décrit comme un jeune homme, vêtu d'habits blancs ornés d'épis de blé et de fleurs, chevauchant un cheval blanc. Il a aussi été représenté par sept statues différentes ou comme ayant sept têtes. Certains experts pensent qu'il est composé de sept dieux en un, et les autres que ces représentations montrent les sept mois dont il est responsable.

## Culte
Jusqu'au XIXe siècle, à la fin du printemps, les slaves célébraient des fêtes, appelées Jarilo, où les jeunes femmes portaient des vêtements blanc et des fleurs. Ils lui sacrifiaient aussi du bétail, et décoraient leur maison de fleurs et d'épis de blé. Dans le christianisme, Yarilo a été remplacé par Saint Georges, à cause de la similitude de leurs noms, et le fait que ce dernier ait affronté le dragon qui représentait les ténèbres.

## Culture moderne
Le groupe de folk metal Arkona a fait une musique sur ce sujet dans l'album Goi, Rode, Goi!